# Croton regeneratrix
Croton regeneratrix är en törelväxtart som beskrevs av Jacques Désiré Leandri. Croton regeneratrix ingår i släktet Croton och familjen törelväxter. Inga underarter finns listade i Catalogue of Life.